# Tangerine Dream
Tangerine Dream var från början ett experimentellt krautrockband. Gruppen bildades i Västtyskland 1967. Grundaren, Edgar Froese (som gjort flera soloprojekt) började som gitarrist, men fortsatte sedan tillsammans med olika medlemmar genom åren mot en mer elektroniskt präglad ljudbild (till exempel på LP:n Phaedra från 1974). En utgångspunkt var bland annat Pink Floyds musik. Gruppen har liksom Kraftwerk varit banbrytande inom elektroniskt genererad musik (jämför syntmusik).
Gruppen är känd för att ha producerat mycket filmmusik, mest kända filmer i Sverige är förmodligen musiken till filmerna Föräldrafritt och Legenden - mörkrets härskare med Tom Cruise och Eldfödd.

## Historia
Tangerine Dream (T.D.) grundades av Edgar Froese i september 1967. Det sägs att bandnamnet kommer från Beatles-låten Lucy in the Sky with Diamonds där man sjunger om Tangerine Skies. Troligare verkar dock vara att det kommer från låten Lady Greengrass av gruppen The Ones där texten "The trees turn tangerine..." förekommer. The Ones grundades 1965 av Edgar Froese.
En av de första banduppsättningar var: Volker Hombach (saxofon, flöjt, fiol), Lanse Hapshash (slagverk), Kurt Herkenberg (bas) och Edgar Froese (gitarr). Tangerine Dream spelade sin första konsert i januari 1968 i Technische Universität Berlins matsal. Kort därefter uppträdde man som förband för Frank Zappa. 1969 anslöt Klaus Schulze och en tid därefter Conrad Schnitzler som tidigare studerat hos Joseph Beuys. Denna formation skapade LP:n Electronic Meditation 1970. Redan samma år lämnade Klaus Schulze och Conrad Schnitzler bandet. Nya bandmedlemmar blev Christopher Franke och Steve Schroyder. Froese, Franke och Schroyder gav 1971 ut LP:n Alpha Centauri. Udo Dennebourg på flöjt och roddaren Roland Paulyck på synth tillkom. 1971 ersatte Peter Baumann Schroyder. Nu fick Tangerine Dream för första gången en formation som varande under längre tid.
På de första albumen hade man använt traditionella instrument och elektroniska effekter. På 1972 års dubbel-LP Zeit använde man huvudsakligen synthesizern EMS VCS 3. 1973 följde det fjärde albumet Atem som fick framgångar i Storbritannien och Richard Branson på Virgin Records uppmärksammade gruppen. 1973 skrev Tangerine Dream kontrakt med Virgin.
Den första plattan på Virgin blev Phaedra 1974. 16 juni 1974 uppträdde man på Victoria Palace i London och en turné på tre veckor genom Storbritannien följde. 1975 följde turnéer i Australien och Nya Zeeland. Michael Hoenig ersatte Peter Baumann som plötsligt hoppade av för att resa. Efter turnén lämnade Hoenig bandet. Formationen Froese / Franke / Baumann spelade sedan in albumet Rubycon. 1977 gjorde man sin första USA-turné och samma år uppmärksammades bandet av William Friedkin som bad gruppen göra musiken till hans film Fruktans lön (org. titel: Sorcerer).
1979 hade Tangerine efter olika turer blivit en duo med Froese / Franke då man gav ut LP:n Force Majeure. Organisten Johannes Schmoelling tillkom. 31 januari 1980 blev Tangerine Dream det första västtyska "rockbandet" som uppträdde i DDR. 1983 var ett hektiskt år med albumet Hyperborea och soundtracken Wavelength och The Keep. Man genomförde också en turné genom Polen. Man bytte samtidigt från Virgin till Jive-Elektro. Tangerine Dreams filmmusik blev också efterfrågad och bandet gjorde filmmusiken till Föräldrafritt, Eldfödd och Flashpoint. Albumet Le Parc blev den sista produktionen med den klassiska bandsättningen Froese / Franke / Schmoelling. Österrikaren Paul Haslinger efterträdde efter en tid Schmoelling. 1987 började Froeses son Jerome Froese verka i bandet och samma år lämnar Christopher Franke efter en konsert i Berlin.

## Diskografi (urval)

### Studioalbum
- 1970 – Electronic Meditation
- 1971 – Alpha Centauri
- 1972 – Zeit
- 1973 – Atem
- 1974 – Phaedra
- 1975 – Rubycon
- 1975 – Ricochet
- 1976 – Stratosfear
- 1978 – Cyclone
- 1979 – Force Majeure
- 1980 – Tangram
- 1981 – Exit
- 1982 – White Eagle
- 1983 – Hyperborea
- 1985 – Le Parc
- 1986 – Green Desert (inspelat 1973)
- 1986 – Underwater Sunlight
- 1987 – Tyger
- 1988 – Optical Race
- 1989 – Lily on the Beach
- 1990 – Melrose
- 1992 – Rockoon
- 1992 – Quinoa
- 1994 – Turn of the Tides
- 1995 – Tyranny of Beauty
- 1996 – Goblins Club
- 1999 – Mars Polaris
- 2000 – The Seven Letters from Tibet
- 2004 – Purgatorio
- 2005 – Kyoto (1983 tapes of Froese and Schmölling)
- 2005 – Jeanne d’Arc
- 2005 – Phaedra 2005
- 2006 – Blue Dawn (Edgar Froese and Ralf Wadephul, inspelat 1988)
- 2006 – Paradiso
- 2007 – Madcap’s Flaming Duty
- 2007 – Springtime in Nagasaki (Five Atomic Seasons #1)
- 2007 – Summer in Nagasaki (Five Atomic Seasons #2)
- 2012 – Under Cover

### Singlar
- 1972 – "Ultima Thule"
- 1974 – "Mysterious Semblance at the Strand of Nightmares"
- 1975 – "Extracts from "Rubycon"
- 1975 – "Ricochet (Part I)"/"Ricochet (Part II)"
- 1975 – "Excerpt from Ricochet"
- 1976 – "Stratosfear"/"The Big Sleep in Search of Hades"
- 1977 – "Betrayal"/"Betrayal"
- 1977 – "Betrayal"/"Grind"
- 1977 – "Betrayal"/"Search"
- 1977 – "Grind"/"Betrayal"
- 1977 – "Grind"/"Impressions of Sorcerer"
- 1978 – "Rising Runner Missed by Endless Sender"
- 1979 – "Excerpts from Force Majeure"
- 1980 – "Tangram Part I–IV"
- 1981 – "Dr. Destructo"/"Diamond Diary"
- 1981 – "Beach Scene"/"Burning Bar"
- 1981 – "Chronzon"/"Network 23"
- 1982 – "Das Mädchen auf der Treppe"
- 1983 – "Daydream"/"Moorland"
- 1983 – "Cinnamon Road"/"Hyperborea"
- 1984 – "Love on a Real Train"/"Guido the Killer Pimp"
- 1984 – "Flashpoint"/"Going West"
- 1984 – "Warsaw in the Sun"
- 1985 – "Streethawk"
- 1985 – "Tiergarten"/"Streethawk"
- 1986 – "Dolphin Dance"
- 1987 – "A Time for Heroes"
- 1987 – "Tyger"/"21st Century Common Man"
- 1988 – "Dancing on a White Moon"/"Shy People" (feat. Jacquie Virgil)
- 1988 – "Marakesh"
- 1988 – "Cat Scan"/"Ghazal"/"Optical Race"
- 1989 – "Optical Race"/"Mothers of Rain"/"Sun Gate"/"Ghazal"
- 1989 – "House of the Rising Sun"
- 1989 – "Alexander Square"
- 1990 – "Desert Train"
- 1991 – "I Just Want to Rule My Own Life Without You" (feat. Chi Coltrane)
- 1992 – "Rockoon Special Edition"
- 1992 – "Big City Dwarves"
- 1993 – "Dreamtime"
- 1994 – "Midwinter Night"
- 1994 – "Turn of the Tides"
- 1995 – "Tyranny of Beauty"
- 1996 – "Towards the Evening Star"
- 1996 – "Shepherds Bush"
- 1997 – "Towards the Evening Star"
- 1997 – "Limited World Tour Edition 1997"
- 1997 – "Das Mädchen auf der Treppe"
- 1998 – "Ça va – Ça marche – Ça ira encore"
- 2000 – "Meng Tian"
- 2000 – "Stereolight"
- 2000 – "Astrophobia"
- 2003 – "Astoria Theatre London"
- 2003 – "DM 4 Bonus CD"
- 2007 – "Bells of Accra"
- 2010 – "Zeitgeist"

### EP
- 1998 – Sony Center Topping Out Cermony Score
- 2005 – Space Flight Orange
- 2006 – 40 Years Roadmap to Music (tour ep)
- 2006 – Metaphor
- 2007 – Sleeping Watches Snoring in Silence
- 2007 – One Night in Space
- 2008 – Choice
- 2008 – Das romantische Opfer
- 2011 – The Gate of Saturn
- 2011 – Mona da Vinci
- 2012 – Machu Picchu

### Tangerine Dream with Friends
- 2006 – TD Plays TD

### Download Releases (East Gate / e@st-dod)
- 2007 – Canyon Cazuma
- 2007 – Cyberjam
- 2007 – Hollywood Lightning
- 2007 – Mars Mission Counter
- 2007 – Silver Siren Collection
- 2007 – Starbound Collection
- 2007 – The Dante Arias Collection
- 2007 – The Dante Song Collection
- 2007 – The Ocean Wave Collection
- 2007 – The Soft Dream Decade

### Live-album
- 1975 – Ricochet
- 1977 – Encore: The North American Tour 1977
- 1980 – Quichotte (1986 års titel Pergamon)
- 1984 – Poland: The Warsaw Concert
- 1983 – Logos Live
- 1986 – Pergamon (tidigare utgiven som Quichotte)
- 1988 – Live Miles (ursprungligen Livemiles)
- 1993 – 220 Volt (Re-Release 1999)
- 1997 – Tournado
- 1999 – Sohoman (Live in Sydney 1982)
- 1999 – Valentine Wheels
- 2000 – Soundmill Navigator
- 2002 – Inferno
- 2003 – Rockface (Live in Berkley 1988) (Vault 1)
- 2003 – The Bootleg Box Set Vol. 1 (samlingsalbum)
- 2004 – The Bootleg Box Set Vol. 2 (samlingsalbum)
- 2004 – East (Live in Berlin 1990) (Vault 2)
- 2004 – East Bonus CD
- 2004 – Arizona '92 (Live in Scottsdale 1992) (Vault 3)
- 2005 – Vault 4 (Live in Brighton U.K. 1986, Live in Cleveland U.S.A 1986)
- 2005 – Rocking Mars (Live at Klangart Festival 1999 in Osnabrück) (Vault 5)
- 2012 – Live at Admiralspalast Berlin
- 2012 – Live in Budapest

### Remix-album
- 1995 – The Dream Mixes (2 CD)
- 1998 – The Dream Mixes 2: Time Square
- 2001 – The Dream Mixes 3: The Past Hundred Moons
- 2004 – The Dream Mixes 4: DM4 (+ Bonus CD)
- 2007 – DM 2.1

### Samlingsalbum / CD-boxar
- 1980 – 70–80 (Vinyl LP Box)
- 1985 – Dream Sequence
- 1986 – In the Beginning
- 1987 – The Collection
- 1988 – From Dawn to Dusk 1973–1988
- 1990 – Oranges Don't Dance
- 1990 – Synthetiseur (Phaedra, Rubycon & Ricochet)
- 1992 – The Private Music of Tangerine Dream
- 1992 – (3) (3 CD Box) (Encore, Cyclone & Force Majeure)
- 1994 – Tangents (5 CD Box)
- 1994 – Collection (3 CD Box) (Poland, Tyger & Best of)
- 1995 – Rubycon/Ricochet
- 1995 – The Book of Dreams
- 1996 – The Dream Roots Collection (5 CD Box)
- 1997 – The Grammy Nominated Albums (5 CD Box)
- 1998 – Atlantic Bridges
- 1998 – Atlantic Walls
- 1998 – Dream Dice (13 CD Box)
- 1998 – Three Classic Albums (Electronic Meditation, Alpha Centauri & Zeit)
- 1999 – Tangerine Dream
- 2000 – Antique Dreams (rare)
- 2000 – Tang-Go: The Best of Tangerine Dream 1990–2000
- 2001 – I Box: The Best Of Tangerine Dream 1970-1990 (6 CD Box)
- 2002 – Journey Through a Burning Brain
- 2003 – The Bootleg Box Vol. 1 (7 CD Box)
- 2004 – The Bootleg Box Vol. 2 (7 CD Box)
- 2004 – High Voltage
- 2006 – Nebulous Dawn
- 2007 – Ocean Waves Collection
- 2007 – Cyberjam Collection

### DVD Video
- 1987 – Canyon Dreams (VHS)
- 1992 – Three Phase (live, VHS. Senare utgiven på dvd med namnet Live in America 1992)
- 1996 – The Video Dream Mixes
- 1996 – Oasis
- 1998 – Luminous Visions (datoranimationer med TD-musik)
- 1999 – Architecture in Motion/What a Blast!
- 2006 – Dante's Inferno
- 2006 – Tempodrome Live Concert 2006
- 2007 – L'Inferno 1911
- 2007 – Road to Madras
- 2007 – Canyon Cazuma
- 2007 – Madcap's Flaming Duty
- 2007 – 35th Phaedra Anniversary Concert
- 2007 – London Astoria Club Concert 2007

### Barnsagor / Ljudböcker
- 1993 – Rumpelstiltskin (med Kathlyn Turner)
- 1998 – Jim & Pablo (Der Meteor) (på tyska)

### Sampler
- 1971 – Ossiach Live
- 1975 – V
- 1986 – Jubileumcassette
- 1989 – Electronische Muziek 1989

### "Bootleg"-projekt som Tangerine Dream själva har godkänt
- 2002 – Tangerine Tree 1 (Vol. 1–8)
- 2002 – Tangerine Tree 2 (Vol. 9–16)
- 2003 – Tangerine Tree 3 (Vol. 17–26)
- 2003 – Tangerine Tree 4 (Vol. 27–37)
- 2004 – Tangerine Tree 5 (Vol. 38–48)
- 2004 – Tangerine Tree 6 (Vol. 49–61)
- 2005 – Tangerine Tree 7 (Vol. 62–71)
- 2005 – Tangerine Tree 8 (Vol. 72–79 + 4 Bonus CD + revidering av vol 1, 2, 10 och 25)
- 2006 – Tangerine Tree 9 (Vol. 80–87 + 4 Bonus CD + revidering av vol 8, 12, 37 och 79)
- 2006 – Tangerine Tree 10 (Vol. 88–92 + revidering av vol 17, 31 och 49)
- 2003 – Tangerine Leaves 1 (Vol. 1–12)
- 2003 – Tangerine Leaves 2 (Vol. 13–27)
- 2005 – Tangerine Leaves 3 (Vol. 28–40)
- 2005 – Tangerine Leaves 4 (Vol. 41–53)
- 2006 – Tangerine Leaves 5 (Vol. 54–66 + 1 Bonus CD)
- 2006 – Tangerine Leaves 6 (Vol. 67–78)
- 2006 – Tangerine Leaves 7 (Vol. 79–91)
- 2006 – Audio DVD 1 (Vol. 1–16)
- 2006 – Audio DVD 2 (Vol. 17–37)
- 2006 – Audio DVD 2 (Vol. 38–61)

Obs! Detta "bootleg"-projekt upphörde i slutet av 2006 och inga fler volymer i serien är planerade.

## Filmografi (urval)
- 1972 – Geradeaus bis zum Morgen
- 1977 – Fruktans lön
- 1978 – Game Over
- 1978 – Kneuss
- 1980 – Take It to the Limit
- 1981 – Gatans lag
- 1981 – Strange Behavior
- 1982 – Soldier
- 1983 – Den tysta hämnaren
- 1983 – Föräldrafritt
- 1983 – Satans borg
- 1983 – Wavelength
- 1984 – Eldfödd
- 1984 – Flashpoint
- 1984 – Hjärtats parasiter
- 1984 – Åren i Berlin
- 1985 – Legenden - mörkrets härskare
- 1985 – Lust och begär
- 1985 – Red Heat
- 1985 – Street Hawk (TV-serie)
- 1986 – Panik i Central Park (TV-film)
- 1986 – Zoning
- 1987 – Canyon Dreams
- 1987 – City of Shadows
- 1987 – Deadly Care (TV-film)
- 1987 – Natten har sitt pris
- 1987 – Shy People
- 1987 – Three O'Clock High
- 1987 – Tonight's the Night (TV-film)
- 1988 – Dead Solid Perfect (TV-film)
- 1988 – Miracle Mile
- 1988 – Red Nights
- 1989 – Catch Me... If You Can
- 1989 – Destination Berlin
- 1990 – Rainbow Drive (TV-film)
- 1990 – The Man Inside
- 1993 – Hjälp till döds (TV-film)
- 1996 – Memphis PD: War on the Streets (TV-film)
- 1998 – Luminous Visions